# 2014 KH39
2014 KH39 es un asteroide cercano a la Tierra que pasó a 1,1 distancia lunar (dl) de la Tierra el 3 de junio de 2014. Fue descubierto el 24 de mayo de 2014 desde el Mount Lemmon Survey, por el astrónomo Richard Kowalski. Atravesó la constelación de Cefeo a 11 km/s, pasando cerca de la Osa Menor alrededor de las 20:00 UTC. Tiene un diámetro aproximado de 22 metros.
El asteroide fue noticia debido a que no sería el único en acercarse a la Tierra en junio de 2014: pasaría 5 días antes del asteroide 2014 HQ124, que se acercaría a una distancia de 3,3 dl pero con un diámetro de más de 300 m, motivo por el cual fue apodado "la Bestia". Inicialmente se indicó que podría tener 650 m. Además, su paso fue transmitido y comentado en directo por internet gracias al astrofísico italiano Gianluca Masi, quien se encargó de la transmisión mediante un telescopio operado a distancia.